# Chiesa dei Santi Gervasio e Protasio Martiri (Scandiano)
La chiesa dei Santi Gervasio e Protasio Martiri è un edificio di culto cattolico situato a Pratissolo, una frazione di Scandiano, in provincia di Reggio Emilia.

## Storia
L'edificio è nominato per la prima volta in un documento del 1283, nel quale si dichiara che la chiesa è assoggettata alla Pieve di Fogliano. Solamente agli inizi del XVI secolo fu aggregata al Consorzio dei Preti di Scandiano. Nei secoli l'edificio ha subito numerosi interventi: il più importante è quello fatto su incarico di Don Francesco Salvarani nel 1876, che ha portato alla ricostruzione del coro nella zona absidale. Nel 1921, su progetto di Stanislao Cagliari, è stato costruito il campanile, che ha un'altezza di 23 metri.

## Architettura
Il complesso edilizio in cui è inserito la chiesa comprende la torre campanaria e la canonica. L'edificio presenta un'unica navata con due cappelle laterali, dedicate rispettivamente al Cristo e alla Vergine. Il presbiterio è rialzato e nell'abside semicircolare è presente una pala d'altare che raffigura San Gervasio e San Protasio in adorazione della Vergine. La pavimentazione è di marmo di Verona rosso e bianco ed è stata rifatta negli anni Settanta.
L'edificio presenta una facciata a capanna, decorata con un rosone. A fianco si trova il campanile in laterizio, con celle a bifore al primo piano e terminante in una cella a trifore. La pianta, con orientamento liturgico, è ad una sola navata, scandita da lesene e priva di transetto.